# Cryptarius truncatus
Cryptarius truncatus és una espècie de peix de la família dels àrids i de l'ordre dels siluriformes.

## Morfologia
- Els mascles poden assolir 42 cm de longitud total.[6][7]

## Alimentació
Menja peixos i crustacis.

## Hàbitat
És un peix demersal i de clima tropical.

## Distribució geogràfica
Es troba des del riu Chao Phraya fins a Sumatra i Java, incloent-hi el riu Mekong.

## Ús comercial
Es comercialitza fresc.